# Eurycotis ferrumequinum
Eurycotis ferrumequinum är en kackerlacksart som beskrevs av Rehn, J. A. G. och Morgan Hebard 1927. Eurycotis ferrumequinum ingår i släktet Eurycotis och familjen storkackerlackor.
Artens utbredningsområde är Kuba. Inga underarter finns listade i Catalogue of Life.